# 브래드 개릿
브래드 개릿(Brad Garrett, 1960년 4월 14일 ~ )은 미국의 스탠드업 코미디언, 배우이다. CBS 시트콤 《내 사랑 레이몬드》(1996-2005)를 통해 프라임타임 에미상 코미디 시리즈 부문 남우조연상을 세 차례 수상하였다. MGM 그랜드 라스베이거스에 본인 이름을 딴 코미디 클럽을 갖고 있으며 이곳에서 정기 공연을 한다.

## 출연 작품

### 영화
- 꼬마 유령 캐스퍼 (1995)
- 박물관이 살아있다! (2006) - 목소리 출연
  - 박물관이 살아있다 2 (2009)
  - 박물관이 살아있다: 비밀의 무덤 (2014)
- 곰돌이 푸 다시 만나 행복해 (2018) - 이오어 역 (목소리)
- 글로리아 벨 (2018)
- 엘리오 (2025) - 그라이곤 군주 역 (목소리)

### 텔레비전
- 내 사랑 레이몬드 (1996-2005)
- 싱글 페어런츠 (2018-20)